# Appenninico
L′Appenninico (italien : cavallo Appenninico) est une race de chevaux de trait légers originaire de la région des Apennins, en Italie. Il est majoritairement élevé pour sa viande.

## Histoire
La race descend de chevaux Franches-Montagnes importés depuis la Suisse à la fin des années 1960 par Vittorio Ortalli, un entrepreneur local,. L'Appenninico rencontre du succès sur ce terrain montagneux et pauvre, auquel il s'adapte.
L'Appenninico est officiellement reconnu comme race locale italienne à faible diffusion en 2010,. En décembre 2012, une réunion au Département de l'agriculture de la province d'Émilie-Romagne souligne la bonne diffusion de la race et l'intérêt à la préserver. En avril 2016, la région Toscane vote des aides pour la sauvegarde des races animales en voie d'extinction, dont l'Appenninico, à hauteur de 200 € par an. Cette aide est intégrée au plan toscan de « préservation des ressources génétiques animales pour la préservation de la biodiversité » (conservazione di risorse genetiche animali per la salvaguardia della biodiversità) de 2014 à 2020.

## Description
Il présente le modèle du cheval de trait léger. Les mâles toisent 1,50 m à 1,60 m, et les femelles 1,40 m à 1,50 m,. Le poids va de 550 à 600 kg.
La tête, plutôt légère, est de profil rectiligne. Le poitrail et le dos sont larges. Les pieds sont larges et solides.
La robe est baie ou alezane.
La race est rustique, docile, frugale, et s'adapte facilement, ce qui constitue des facteurs de succès socio-économiques. L'Appenninico se montre dynamique et intelligent. La race est gérée dans le Registro Anagrafico razze equine ed asinine a limitata diffusione (UELN 380001).

## Utilisations
Ces chevaux sont réputés pour la production de viande, mais aussi pour la traction, la selle et le tourisme équestre.

## Diffusion de l'élevage
La race est indiquée comme rare sur DAD-IS (2018). En 2013, le stud-book compte 636 sujets ; en 2017, le comptage est de 662. Les régions d'élevage sont la haute Toscane et l'Émilie-Romagne,.